# Транспорт Республіки Сербської
Транспорт Республіки Сербської перебуває у віданні Міністерства транспорту і зв'язку Республіки Сербської. До цієї галузі належать транспортна та телекомунікаційна інфраструктури Республіки Сербської. Транспортна система включає в себе автомобільні дороги і залізниці, залізничні станції, аеропорти, морські шляхи, порти, тощо. Телекомунікаційна інфраструктура включає в себе телефонію, телеграф, оптичні кабелі, наземні станції, транспортну телематику, тощо. Складові частини транспортної інфраструктури поділені між організаціями — Жељезнице Републике Српске, Пошта Республіки Сербської, Путеви Республеке Српске та іншими громадськими підприємствами.

## Залізничний транспорт
Загальна протяжність залізниць Республіки Сербської становить 425 км. Компанія Жељезнице Республике Српске завідує залізницями, річний пасажиропотік становить 1 млн осіб і 6 млн тон вантажу. У віданні компанії знаходиться 65 пасажирських і 8 товарних потягів. Міжнародний код — 0044. 
Основні залізничні лінії:
- Добой — Костайница — Баня-Лука — Омарска — Прієдор — Нові-Град
- Блатна — Нові-Град — Добрлин
- Добой — Модрича — Шамац
- Брчко МП — Брчко
- Добой — Зворник
- Бієліна — Сремска-Рача
- Ябланица — Штрбци (близько лінії Белград — Бар)

## Дорожній транспорт
Протяжність автомобільних шляхів у Республіці Сербській становить 4192 км (1781 км — магістральні, 2183 км — регіональні). Управління здійснює компанія «Путеви Республикеі Српске», яка займається будівництвом, захистом, реконструкцією і технічним обслуговуванням магістральних та регіональних шляхів, забезпечує безпеку і можливість руху шляхами. Інформація на покажчиках надана на латиниці і кирилиці. Також за контроль руху відповідає Поліція Республіки Сербської

### Автомобільні шляхи
Уряд Республіки Сербської запланував побудувати 430 км автошляхів протягом 2010-х — 2020-х років, очікувана вартість усіх робіт становить майже 3 млрд євро.
Побудовані
- Автомагістраль Градишка — Баня-Лука ():[4] Чатрня — Берек — Крнете — Маховляни — Лакташі — Клашнице — Гламочани

Будуються
- Автомагістраль Баня-Лука — Добой: Маховляни — Прнявор — Јоховац

Плануються
- Автомагістраль Добой — Якеш ()
- Автомагістраль Гламочани — Млиништа

### Магістральні шляхи
Через Республіку Сербську проходять наступні європейські маршрути (магістралі):
- (М17): (Хорватія) Славонски-Шамац/Шамац — Модрича — Руданка — Добой — Каруше — (Федерація Боснія і Герцеговина)
- (М16): (Хорватія) Стара-Градишка/Градишка — Лакташі — Баня-Лука — Карановаць — Угар — (Федерація БіГ)
- (М5): (Федерація БіГ) — Велечево — Чађавица — Рогољи — Мрконич-Град — Езер — (Федерація БіГ)
- (М5): (Федерація БіГ) — Источно-Сараєво — Подромания — Рогатиця — Ново-Горажде — Вишеград — Вардиште/Котроман (Сербія)
- (М18): (Федерація БіГ) — Источно-Сараєво — Трново — Фоча — Хум/Шчепан-Поле (Чорногорія)

### Дорожньо-транспортні пригоди
За даними 2011 року, найбільш небезпечними за кількістю ДТП стали ділянки автомагістралі Клашнице — Прнявор та Нова-Топола — Клашнице.

## Повітряний транспорт
Раніше повітряним транспортом і авіасполученням в Республіці керувала компанія Air Sprska, але з лютого 2007 року ці обов'язки покладено на державну компанію Sky Srpska. Найбільший аеропорт в країні — аеропорт Баня-Лука, якими управляє підприємство «Аеродроми Республике Српске». У планах уряду — будівництво аеропорту Требине. У Республіці Сербській діють Дирекція по цивільному повітряному транспорту Республіки Сербської і Авіаційна служба Уряду Республіки Сербської.

## Водний транспорт
У Республіці налічується 204 км водних шляхів, найбільшими портами є річкова пристань Шамац, порт Капетанія в місті Брчко, порт Градишка і порт для суховантажів Рафинерія-Брод. Судноплавними є ріки Сава (у тому числі для міжнародного транспорту), Уна, Дрина та Босна (часткове судноплавство). Діє пором за маршрутом Србац — Бієліна — Црнелово.

## Пошта

мапа поштових відділень Республіки Сербської

У Республіці Сербській налічується 9 обласних робочих одиниць Пошти Республіки Сербської, в кожній з яких є група громад зі своїми поштовими індексами.